# Фриан, Эмиль
Эмиль Фриан (фр. Émile Friant; 1863, Дьёз, Франция — 9 июня 1932, Париж, Франция) — французский художник-реалист.

## Биография
Эмиль Фриан родился в городе Дьёз в 40 километрах к северо-востоку от Нанси в 1863 году. Его отец был слесарем, а мать — портнихой. Добрым ангелом семьи была вдова аптекаря, мадам Паризо. Она не имела детей и любила Эмиля как родного сына.
В результате Франко-прусской войны Дьёз перешёл под контроль Германской империи. В 1871 году мадам Паризо бежала с семилетним Эмилем в Нанси, а затем туда перебрались и его биологические родители.
Паризо хотела, чтобы Фриан стал аптекарем и отправила его учиться в лицей. Успехи Эмиля в лицее были неважными, зато у мальчика оказался несомненный талант к живописи. Друзья отца Эмиля предложили ему поступить в городскую художественную школу Нанси, в конце концов он оставил лицей, получая частное образование, и полностью сконцентрировался на искусстве. Директор художественной школы был последователем реализма в живописи, и молодой Фриан писал натюрморты и окружающие Нанси ландшафты.
Впервые он выставил свою картину «Малыш Фриан» (Le petit Friant) в возрасте пятнадцати лет на ежегодном городском художественном салоне, сразу став местной знаменитостью. Годом позже выиграл городской грант и был направлен городским муниципалитетом в Париж, в мастерскую художника Александра Кабанеля, признанного мастера той эпохи. Кабанель научил его писать картины на исторические сюжеты в академическом стиле. После года работы, получив представление о классической и салонной живописи, разочарованный Фриан вернулся в Нанси.
В Париже он познакомился ещё с тремя художниками, уроженцами Лотарингии: Жюлем Бастьен-Лепажем (1848—1884), Эме Моро (1850—1913), и Виктором Пруве (1858—1943). В работах Фриана того времени отразилось влияние Бастьен-Лепажа, бывшего в конце 70-х годов в большой моде.
В 1882 году Эме Моро пригласил Фриана выставить на Парижском салоне две его картины: «Блудный сын» (The Prodigal Son) и «Интерьер студии Эмиля Фриана» (Emile Friant Interieur d’atelier). Картины были различными по содержанию. Первая, приобретённая музеем в Рубе, была типичным образцом академического стиля, вторая — реализма.
В 1883 году в возрасте 20 лет он получил Римскую премию второй степени за свою картину «Царь Эдип проклинает своего сына Полиника» (Œdipe maudissant son fils Polynice), выставленную в Парижском салоне.
Его портрет «Пруве за работой» получил Римскую премию третьей степени в 1884 году, а в 1885 году он вновь выиграл Римскую премию второй степени. Часть года он работал в съёмной студии в Париже, чтобы удовлетворить растущую потребность в портретах.
В это же время Фриан подружился с французскими актёрами — братьями Эрнестом и Бенуа Коклен. Для семьи Коклен он написал более дюжины портретов, кроме этого, Бенуа, страстный коллекционер живописи, в разное время приобрёл ещё несколько его картин. На грант, полученный им от Парижского салона в 1886 году, он отправился на учёбу в Нидерланды. Картина «Портрет мадам Коклен» (Portrait de madame Coquelin Mère), матери его друзей, написана под влиянием этой поездки. Она отражает те нежные чувства, которые художник испытывал к этой семье.
Картина «Обед гребцов на реке Мёрт» (Le déjeuner des canotiers de la Meurthe), выставленная на Парижском салоне в 1888 году, не принесла ему наград, но показала его высокий профессионализм. Десять гребцов и две женщины сидят за обедом на улице перед ресторанчиком. Картина, написанная по аналогии с картиной Огюста Ренуара «Завтрак гребцов» (1880—1881), изображает жизнь, лучшую, чем предписывалось в Третьей французской республике.
Принятие гребцов побудило Фриана к созданию самого большого его полотна «Дня всех святых» (La Toussaint), принесшего ему гран-при Парижского салона в 1889 году и приобретённого для Люксембургского музея в Париже. Это была вторая картина на тему горя в творчестве художника. Первая, «Молодая нансийка на снежном фоне» (Jeune Nancéienne dans un paysage de neige), изображает девушку. Лицо молодой женщины и серые глаза выражают печаль, её силуэт контрастирует с небрежно прорисованным задним планом, отделяющим её от равнодушного мира. Совсем иначе выглядит печаль в картине «День всех святых» на церемонии поминовения усопших, когда семьи идут навещать могилы своих предков. Девочка во главе семейной процессии подаёт милостыню слепому нищему, сидящему у стены. Виртуозность исполнения портретов и выражения чувств с помощью живописи у 26-летнего художника поражала современников, а один из журналистов назвал его «самым умным среди молодых», характеристика, часто использовавшаяся впоследствии для описания его работ.
Эта картина завоевала золотую медаль на Всемирной выставке в Париже в том же году, а годом ранее он получил Орден Почётного легиона. После этого на него посыпались заказы портретов от политических и общественных деятелей, а слава его пересекла Атлантику. В 1889 он создал картины «Портрет Мюзет Винер в салоне» (Portrait de Mysette Wiener dans un salon) и «Разговор о политике» (La discussion politique).
В том же 1899 году художник Жан-Луи-Эрнест Месонье пригласил Фриана поучаствовать в реформировании Национального общества изящных искусств. С тех пор Фриан принципиально выставлялся на ежегодных выставках Общества, хотя и продолжал участвовать в Парижском салоне.
Представитель реализма, Фриан писал преимущественно портреты и сцены из повседневной жизни. Как и многие его современники, он использовал фотографию в качестве средства, с помощью которого наилучшим образом можно передать действительность.
В 1892 году Фриан продает через агента Роланда Кнёдлера американскому банкиру Джорджу Бейкеру две из пяти выставочных картин Парижского салона 1892 года: «Хороший пёс» и «Плохой пёс», а в 1893 выставляет на «Колумбовской» Всемирной выставке в Чикаго «Резкие тени» (Ombres portées) и «Портрет Антонина Пруста» (Portrait de Antonin Proust), друга детства Эдуарда Мане.
В 1894 году на Парижском салоне и Салоне на Марсовом поле экспонировались декоративные произведения, заказанные французским правительством для украшения парижской ратуши и Сорбонны. Среди них два больших панно работы Фриана, изображающих «Радости лета»: залитая солнцем природа, цветущий луг, на котором молодые, весёлые женщины собирают цветы, убирают ими своих детей, а люди постарше отдыхают от труда в тени дерев, среди них сильная, здоровая мать любовно и бережно держит на коленях чудесного спящего ребёнка.
На салоне на Марсовом поле Фриан выставил «Скудную пищу» (Le repas frugal) в 1894 году и «Помолвку» (Les fiancailles) в 1896 году. Прообразами для «Скудной пищи» стало семейство Ледергербер из Нанси. Девушка на переднем плане справа — Евгения Ледергербер, ставшая подругой Фриана. Картина была выбрана для ежегодной выставки Карнеги, открывшейся 1 ноября 1896 года в Питтсбурге. Она впечатлила Генри Клея Фрика, председателя совета директоров сталепромышленных компаний Карнеги и казначея новой библиотеки Карнеги и художественных галерей Питтсбурга (ныне Художественный музей Карнеги). Он сам был страстным коллекционером картин и одним из лучших клиентов Кнёдлера. На выставке среди прочих были выставлены пять картин из его частной коллекции.
Фриан пишет ещё две картины: «Утешение» (Consolation) и «Детская печаль» (Chagrin d’Enfant), также приобретённая Фриком. Для него эта картина имела личную значимость: его дочь Марта умерла в возрасте 6 лет, а вторая девочка постарше на картине напоминала ему его старшую сестру Марию.
На Парижском салоне 1901 года Фриан выставляет следующую картину: Douces pensées, в 1905 году в салоне на Марсовом поле — «Первые уроки» (Premières études), изображающую молодую мать, учащую свою дочку читать.
К этому времени Фриан больше не создает выдающихся работ, погрузившись в написание портретов политических и общественных деятелей и аристократов.
В 1923 году Фриан был назначен профессором живописи в Школу изящных искусств в Париже, затем стал членом Института Франции (Institut de France).
В 1932 году Фриан скоропостижно скончался в Париже и был похоронен в городе Нанси.
В Музее изящных искусств в Нанси и в музеях Питтсбурга сейчас находится большая часть его работ.

## Картины

### Масло
- «Среди друзей» Pose entre amis либо Le repos des artistes (1880), частная коллекция
- «Студент» Un étudiant (1885), Музей изящных искусств, Нанси
- «Анвер. Дом в снегу» Anvers. Maison sous la neige, (1886/1887), Музей изящных искусств, Нанси
- «Анверский замок» Le Steen d`Anvers (1886/1887), Музей изящных искусств, Нанси
- Aux alentours du Sport Nautique (1884), частная коллекция
- «Умывающаяся тунисска» Toëra, tunisienne lavant (1887), частная коллекция
- «Портрет Мюзет Винер в салоне» Portrait de Mystte Wiener dans un salon (1889), Музей изящных искусств, Нанси
- «Коклен-старший в роли Дона-Ганнибала в пьесе „Авантюристка“ Эмиля Ожье» L`ivresse, Coquelin Ainé dans le rôle de Don Annibal dans L`aventurière d`Emile Augier, Музей изящных искусств, Нанси
- «Город на берегу реки» Ville au bord du fleuve (1891), частная коллекция
- «Студентка» L`Etudiante (1923), частная коллекция
- «Портрет Альбера Юссона» Portrait d’Albert Jasson (1911), Музей изящных искусств, Нанси
- Два панно в холле ратуши Нанси
- «Автопортрет» (1885), Музей изящных искусств, Нанси
- «Портрет Луи Картье», около 1905 г.
- «Портрет художника Бюссьера» Portrait du peintre Bussières, (1904), рисунок, город Диез
- «Портрет иллюстратора Жан-Луи Форена» Portrait du dessinateur Jean-Louis Forain, рисунок, Музей изящных искусств, Нанси
- «Портрет Жана Шербека» Portrait de Jean Scherbeck (1928), рисунок, частная коллекция и другие.

## Галерея
- «Молодая нансийка на снежном фоне» (1887), Музей изящных искусств, Нанси
- Портрет Огюста Дома (1889), частная коллекция
- «Борьба» (1889), Музей Фабра, Монпелье
- «Портрет мадам Петитьен» (1883), частная коллекция
- «Марвингт и её санитарный самолет», (1914)
- «Весна» (1888)
- «Влюблённые»/«Идиллия на мосту» (1888), Музей изящных искусств, Нанси
- «Детская печаль»
 (1898)
- «Материнская нежность» (1906), частная коллекция
- «Разговор о политике» (1889), частная коллекция
- «Скудная пища» (1894), частная коллекция
- «Автопортрет» (1887), Музей изящных искусств, Нанси
- «Интерьер студии»
 (1884)
- «Горе» (1898), Музей изящных искусств, Нанси
- «Визит в студию» (1906), частная коллекция
- «Казнь» (1909), частная коллекция
- «Автопортрет»
 (1893)